# Wetrino (gmina)
Wetrino (bułg. Община Ветрино) – gmina w północno-wschodniej Bułgarii, w obwodzie Warna.

## Miejscowości
Miejscowości wchodzące w skład gminy Wetrino:
- Bełogradec (bułg.: Белоградец),
- Dobropłodno (bułg.: Доброплодно),
- Gabyrnica (bułg.: Габърница),
- Jagniło (bułg.: Ягнило),
- Młada gwardija (bułg.: Млада гвардия),
- Momcziłowo (bułg.: Момчилово),
- Neofit Riłski (bułg.: Неофит Рилски),
- Newsza (bułg.: Невша),
- Sredno seło (bułg.: Средно село),
- Wetrino (bułg.: Ветрино) − siedziba gminy.